# 刀朗人
刀朗人（維吾爾語：دولان‎，拉丁维文：‎）分布在新疆塔里木盆地，叶尔羌河、塔里木河及罗布泊一带的维吾尔土著称号，讲维吾尔语方言。他们本来是察合台汗国的蒙古人（察合台语中“刀郎”一词是“集中”），因拒绝信仰伊斯兰教而被赶到这里，過半农猎生活。他們主要生活在阿克蘇、喀什和葉爾羌。
他们的表演艺术是十二木卡姆与麦西热甫。他們的音樂風格也不同於其他維吾爾族民間音樂中的彈奏樂風，以吟唱，彈撥和鼓演奏。